# Onsen de Nibukawa
El onsen de Nibukawa (鈍川温泉 Nibukawa-onsen?) es un onsen que se encuentra ubicado en el distrito Tamagawacho (玉川町 Tamagawachō?) de la ciudad de Imabari, en la prefectura de Ehime.

## Acceso
- Tren: desde la estación Imabari de la línea Yosan, se accede mediante el servicio de autobús brindado por la empresa Autobús Setouchi (せとうちバス Seto'uchi-basu?) en unos 30 minutos.

## Características
- Bajo contenido de minerales (apto para pieles sensibles).
- Presencia de radón.
- La temperatura es de unos 22 °C.
- Es considerado uno de los tres principales onsen de la prefectura de Ehime, junto a los onsen de Dogo y Hondani.

## Facilidades
Cuenta con seis instalaciones para el hospedaje. También cuenta con una instalación exclusiva para quienes no desean hospedarse.
El onsen ofrece la posibilidad de llevarse el agua termal, que se expende a través de los Onsen-sutando (温泉スタンド?).